# متحف البيوت الملكية
متحف البيوت الملكية أو متحف دي لاس كاساس رياليس (بالإسبانية: Museo de las Casas Reales) يعد أحد أهم المعالم الثقافية التي بنيت خلال الحقبة الاستعمارية في هيسبانيولا، والتي أصبحت فيما بعد جمهورية الدومينيكان. يقع المتحف في الحي الاستعماري في سانتو دومينغو.
كان المبنى قصر نائب الملك في سانتو دومينغو، وهو أول (أقدم) مقر للقوة الإسبانية في العالم الجديد. يعود تاريخ المبنى إلى القرن السادس عشر، وتم بناؤه لإيواء المكاتب الإدارية للمستعمرات الإسبانية في الأمريكتين. وهو جزء من موقع التراث العالمي لليونسكو الذي يطلق عليه «مدينة سانتو دومينغو الاستعمارية».

## التاريخ
تم بناء القصر بأوامر من التاج الأسباني ويمثله الملك فرناندو الثاني ملك أراغون في 5 أكتوبر عام 1511 لإيواء المكاتب الحكومية الرئيسية للمستعمرة في مبنيين مترابطين. في القسم الأول (الجنوبي) كانت توجد المحكمة الملكية العليا، أول محكمة في العالم الجديد، وكذلك مكتب المراقب العام. تم استخدام القسم الثاني (الشمالي) من قبل نواب الملك والمحافظين والنقباء العاميين المتعاقبين.
خضع الهيكل المعماري الأصلي للمبنى لعدد من التغييرات عبر تاريخ البلاد. فخلال فترة السيادة الفرنسية على هيسبانيولا قام الجنرال الفرنسي لويس فيران في عام 1807 بتغيير تصميم واجهة المبنى إلى الطراز المعماري الكلاسيكي. خلال السنة الأخيرة لحكومة الرئيس كارلوس فيليبي موراليس تم إجراء بعض التغييرات لاستخدام المبنى كقصر حكومي. انتقل مقر الرئاسة في وقت لاحق إلى مبنى أخر يعرف اليوم بالقصر الوطني (Palacio Nacional). وخلال حكومة رافائيل تروخيو، تم إجراء تعديلات أخرى لإيواء المكاتب الحكومية.
تم ترميم المبنى في وقت لاحق وإعادته إلى مظهره الأصلي العائد إلى القرن السادس عشر، وفي أكتوبر 1973، خلال فترة إدارة الرئيس خواكين بالاغوار تم تحويل المبنى إلى متحف لتسليط الضوء على تاريخ وحياة وعادات سكان المستعمرة الإسبانية. ومع ذلك، لم يتم افتتاح المتحف رسمياً حتى 31 مايو 1976، وحضر حفل الافتتاح ملك إسبانيا خوان كارلوس الأول.
جولة الإرشاد الذاتي في المتحف تشرح تاريخ الجزيرة بالتسلسل وتتضمن مكبر صوت محمول متاحاً بلغات متعددة، والمتحف هو واحد من أكثر المواقغ زيارة في سانتو دومينغو.